# Andrejus Zadneprovskis
Andrejus Zadneprovskis (Kaliningrad, 31 agosto 1974) è un pentatleta lituano, vincitore di una medaglia d'argento ed una di bronzo rispettivamente ai Giochi olimpici di Atene 2004 e di Pechino 2008.
È coniugato con Laura Asadauskaitė, a sua volta pentatleta di alto livello.

## Palmarès
In carriera ha conseguito i seguenti risultati:
- Giochi Olimpici:

Atene 2004: argento nel pentathlon moderno individuale.
Pechino 2008: bronzo nel pentathlon moderno individuale.
- Mondiali:

Sofia 1997: bronzo nel pentathlon moderno individuale.
Città del Messico 1998: argento nel pentathlon moderno staffetta a squadre.
Budapest 1999: argento nel pentathlon moderno a squadre.
Pesaro 2000: oro nel pentathlon moderno individuale.
Millfield 2001: argento nel pentathlon moderno a squadre.
San Francisco 2002: argento nel pentathlon moderno staffetta a squadre e bronzo a squadre.
Mosca 2004: oro nel pentathlon moderno individuale.
Città del Guatemala 2006: bronzo nel pentathlon moderno individuale.
Budapest 2008: argento nel pentathlon moderno staffetta a squadre.
Londra 2009: bronzo nel pentathlon moderno a squadre.
- Europei

Uppsala 1998: argento nel pentathlon moderno staffetta a squadre.
Sofia 2001: oro nel pentathlon moderno individuale ed argento staffetta a squadre.
Usti nad Labem 2002: oro nel pentathlon moderno staffetta a squadre ed argento individuale ed a squadre.
Mosca 2008: argento nel pentathlon moderno staffetta a squadre.
Lipsia 2009: oro nel pentathlon moderno a squadre.